# Monte Tuggio
Il Monte Tugio o Tuggio è un rilievo situato in val Fontanabuona, appartenente all'Appennino ligure. È alto 677,4 metri sul livello del mare ed è appartenente ai comuni di Tribogna e Uscio.
Il monte Tugio è ricco di ardesia, infatti ci sono molte cave abbandonate sulle sue pendici. Questo è il punto ove è presente più ardesia della vallata. Su questo sono presenti dei resti di un antico baluardo della Repubblica di Genova.